# Patrick Nair
Patrick Nair (* 15. August 1932 in Delhi; † 7. Oktober 2017 in Dehradun) war ein indischer Geistlicher und römisch-katholischer Bischof von Meerut.

## Leben
Patrick Nair empfing nach seiner philosophischen und theologischen Ausbildung am Sankt-Josef-Seminar in Mangalore und am Päpstlichen Seminar in Pune am 3. Oktober 1959 die Priesterweihe. Er war Rektor des Kleinen Seminars in Sardhana, Administrator des Shrine of Our Lady of Graces und Generalvikar in Meerut sowie Pfarrer in Tajpur.
Papst Paul VI. ernannte ihn am 5. April 1974 zum Bischof von Meerut. Der Erzbischof von Agra, Dominic Romuald Basil Athaide OFMCap, spendete ihm am 2. Oktober desselben Jahres die Bischofsweihe; Mitkonsekratoren waren Baptist Mudartha, Bischof von Jhansi, und Cecil DeSa, Bischof von Lucknow. Am 3. Dezember 2008 nahm Papst Benedikt XVI. seinen altersbedingten Rücktritt an.